# Johan Cruijff Schaal 2007
In het kader van de Johan Cruijff Schaal 2007 speelden Ajax en PSV tegen elkaar, een wedstrijd tussen de bekerwinnaar (Ajax) en de landskampioen (PSV) van het voorgaande seizoen. De wedstrijd werd gespeeld op 11 augustus 2007 in de Amsterdam ArenA. Ajax won met 1-0.

## Bepalingen vooraf
De KNVB bepaalde dat Ajax als thuisspelende ploeg werd aangemerkt. Voorheen werd de landskampioen standaard als de thuisspelende ploeg aangemerkt. Hierdoor speelde PSV in het uittenue. Ze speelden in het uittenue van het vorige seizoen, omdat het witte uittenue van het huidige seizoen te veel op het thuistenue van Ajax zou lijken.
De wedstrijd zou eigenlijk op 12 augustus gespeeld worden, maar op verzoek van Ajax werd de wedstrijd een dag vervroegd. Ajax zou op deze manier een extra rustdag hebben voor de wedstrijd om de UEFA Champions League 2007/08 tegen Slavia Praag op 15 augustus. 
De gele kaarten die elke ploeg zou krijgen, zouden voor een verschillende competitie gelden. De gele kaarten die PSV (deelnemend als landskampioen) zouden krijgen, tellen mee voor Eredivisie 2007/08, terwijl de gele kaarten voor Ajax (deelnemend als bekerwinnaar) zouden meetellen voor de KNVB beker 2007/08. Hierom gaf de trainer van PSV, Ronald Koeman, van tevoren aan, dat hij de schaal wel wilde winnen, maar niet ten koste van alles.
PSV miste de complete aanval. Arouna Koné kampte nog met de naweeën van de gevolgen van Malaria, terwijl Jefferson Farfán nog herstellende was van de blessure die hij opliep tijdens de Copa América 2007. Danko Lazović was nog geschorst, vanwege een rode kaart aan het einde van het vorig seizoen. Om dezelfde reden ontbrak bij Ajax Wesley Sneijder.
Bij Ajax ontbrak Edgar Davids vanwege een scheur in het bot van een van zijn benen, die hij opliep tijdens een vriendschappelijk duel tegen Go Ahead Eagles.

## De wedstrijd
Voor 45.000 toeschouwers won Ajax met 1-0 van PSV en dus de Johan Cruijff-schaal 2007. In de 43e minuut scoorde Gabri het enige doelpunt.

### Wedstrijddetails
|                                       |           |       |     |                                                                   |
| 11 augustus 2007 Johan Cruijff Schaal | Ajax      | 1 – 0 | PSV | ArenA, Amsterdam Toeschouwers: 45.000 Scheidsrechter: Ruud Bossen |
| 11 augustus 2007 Johan Cruijff Schaal | Gabri 43' |       |     | ArenA, Amsterdam Toeschouwers: 45.000 Scheidsrechter: Ruud Bossen |

| Ajax | PSV |

| Ajax:          |    |                      |         |
|                |    |                      |         |
| GK             | 1  | Maarten Stekelenburg |         |
| RB             | 20 | George Ogăraru       | 25'     |
| CB             | 3  | Jaap Stam            | 46'     |
| CB             | 4  | Thomas Vermaelen     |         |
| LB             | 31 | Jürgen Colin         |         |
| RM             | 18 | Gabri                |         |
| CM             | 2  | Johnny Heitinga      | 83'     |
| LM             | 5  | Urby Emanuelson      |         |
| RW             | 7  | Kennedy              | 81'     |
| CF             | 9  | Klaas-Jan Huntelaar  |         |
| LW             | 19 | Dennis Rommedahl     |         |
| Wisselspelers: |    |                      |         |
| MF             | 6  | Hedwiges Maduro      | 81'     |
| MF             | 24 | Mitchell Donald      | 46' 77' |
| DF             | 25 | Gregory van der Wiel | 25'     |
| FW             | 26 | Jeffrey Sarpong      |         |
| MF             | 27 | Vurnon Anita         |         |
| GK             | 30 | Dennis Gentenaar     |         |
| MF             | 34 | John Goossens        |         |
| Coach:         |    |                      |         |
| Henk ten Cate  |    |                      |         |

| PSV:           |    |                       |     |
|                |    |                       |     |
| GK             | 1  | Gomes                 |     |
| RB             | 2  | Jan Kromkamp          | 46' |
| CB             | 18 | Eric Addo             |     |
| CB             | 3  | Carlos Salcido        |     |
| LB             | 5  | Mike Zonneveld        |     |
| RW             | 20 | Ibrahim Afellay       |     |
| CM             | 8  | Edison Méndez         | 59' |
| CM             | 6  | Timmy Simons          |     |
| LW             | 16 | Ismaël Aissati        | 83' |
| AM             | 28 | Otman Bakkal          |     |
| CF             | 19 | Jonathan Reis         | 73' |
| Wisselspelers: |    |                       |     |
| DF             | 4  | Manuel da Costa       |     |
| DF             | 13 | Alcides               | 46' |
| MF             | 15 | Jason Čulina          | 59' |
| GK             | 21 | Bas Roorda            |     |
| MF             | 25 | John de Jong          |     |
| MF             | 26 | Tommie van der Leegte |     |
| FW             | 29 | Género Zeefuik        | 73' |
| Coach:         |    |                       |     |
| Ronald Koeman  |    |                       |     |